# بطولة الأمم الست 2007
بطولة الأمم الستة 2007 (بالإنجليزية: 2007 Six Nations Championship)‏ هو الموسم 113 من  بطولة الأمم الستة. كان عدد الأندية المشاركة فيه  6، وفاز فيه منتخب فرنسا الوطني لاتحاد الرغبي.